# Avatar (2009.)
Avatar je američki Znanstveno-fantastični film iz 2009. godine, čiji je scenarist i redatelj James Cameron. U glavnim su ulogama Sam Worthington, Zoe Saldana, Sigourney Weaver, Michelle Rodriguez i Stephen Lang. Epska se priča odvija 2154. godine na Pandori, izmišljenom svijetu u dalekom planetarnom sustavu. Ljudi su pristigli na Pandoru kako bi iskorištavali njene izvore vrijednih minerala, čemu se protive domoroci Na'vi, čije se poimanje svijeta zasniva na suživotu s prirodom. Kako bi se približili domorocima, skupina znanstvenika genetičkim inženjerstvom stvara tzv. "avatare", tijela naizgled jednaka Na'vijima, ali daljinski upravljana ljudskim umom. Naziv dolazi iz hinduističke filozofije, gdje riječ "avatar" označava "silazak" ili inkarnaciju božanskog bića (deva) ili najvišeg bića (Boga) na Zemlju u obliku životinje, čovjeka ili nekog drugog bića.
Na filmu je Cameron radio od 1994. godine. Trebao ga je snimiti nakod dovršetka Titanica te bi se film pojavio 1999., ali je, prema Cameronu, "tehnologija trebala dostići" njegove zamisli. Početkom 2006., Cameron je dovršio scenarij te, zajedno s Paulom Frommerom, profesorom na University of Southern California s doktoratom u lingvističkim znanostima, stvorio jezik Na'vija. Također je napomenuo da planira i dva nastavka.
Avatar je kombinacija igranog i računalno animiranog filma. Snimljen je u 2-D i 3-D inačicama, te u IMAX 3D tehnologiji. Budžet filma je službeno 237 milijuna USD, dok neovisne procjene govore o 280-300 milijuna plus oko 150 milijuna promotivnih troškova. Avatar se smatra svojevrsnom revolucijom u kinematografiji, zbog razvitka 3D tehnologije i stereoskopskog načina snimanja, s kamerama posebno izrađenim za potrebe produkcije filma.
Film je premijeru doživio 10. prosinca 2009. u Londonu, a 18. prosinca u SAD-u. Požnjeo je veliki uspjeh i kod publike i kod kritike, zaradivši oko 27 milijuna USD prvog dana prikazivanja, a ukupno 77.025.481 USD u SAD-u i Kanadi prvog vikenda prikazivanja. U svijetu je prvog vikenda Avatar zaradio oko 232.180.000 dolara. Nakon 17 dana prikazivanja postao je film koji je najbrže probio milijardu dolara zarade na kino-blagajnama. U tri mjeseca prikazivanja Avatar je zaradio 2.638.344.000 dolara, čime je postao najkomercijalniji film 2000-ih.

## Radnja
Jake Sully (Sam Worthington) je bivši marinac prikovan za invalidska kolica. Bez obzira na invaliditet, Jake je ratnik i borac. Regrutiran je i poslan na Pandoru, daleki planet na kojem korporacije vade rijedak mineral kojim će riješiti energetsku krizu na Zemlji. Budući da je Pandorina atmosfera otrovna, stvoren je Program Avatar kojim se ljudska svijest spaja na avatar, biološko tijelo koje može preživjeti na smrtonosnom Pandorinom zraku.
Avatari su genetski modificirani hibridi ljudskog DNK i DNK Na'vija, urođenika s Pandore. Ponovno rođen u svom avataru, Jake može hodati. Njegova je misija infiltrirati se među Na'vije koji su postali glavna prepreka vađenju dragocjene rude. No, stvari krenu drugim smjerom kada lijepa Na'vijka Neytiri (Zoe Saldana) spasi Jakeu život. Jakea prihvati njen klan i on, prolazeći kroz mnoga iskušenja i avanture, polako upoznaje njihov način života. Kako se odnos Jakea i Neytiri produbljuje, on počinje uvažavati Na'vije te na kraju postaje dio njih. No, uskoro će biti stavljen na najveću kušnju i povesti ih u epsku bitku u kojoj će se odlučivati sudbina čitavog svijeta...

## Glumci
- Sam Worthington kao Jake Sully
- Zoe Saldana kao Neytiri Dis'kahan Mo'at'itey
- Sigourney Weaver kao Dr. Grace Augustine
- Stephen Lang kao Col. Quaritch
- Michelle Rodríguez kao Trudy Chacon
- Giovanni Ribisi kao Selfridge
- Joel David Moore kao Norm Spellman
- C. C. H. Pounder kao Mo’at
- Wes Studi kao Eytukan
- Laz Alonso kao Tsu’Tey
- Dileep Rao kao Dr. Max Patel
- Matt Gerald kao Lyle Wainfleet
- Sean Anthony Moran kao Private Fike
- Peter Mensah kao Akwey

## Nagrade
- Osvojena 2 Zlatna globusa (najbolji film – drama, režija) i 2 nominacije (najbolja glazba, pjesma)
- 2 osvojene nagrade BAFTA (najbolji specijalni efekti, produkcijski dizajn) i 6 nominacija (najbolji film, režija, fotografija, montaža, glazba, zvuk)
- 3 osvojena Oscara (Oscar za najbolju scenografiju, fotografija, specijalni efekti) i 6 nominacija (najbolji film, režija, zvuk, montažu zvuka, glazbu, montažu)

## Kritike
Avatar je dobio uglavnom pozitivne recenzije kritičara. Roger Ebert je napisao da je film "izniman" te mu dao 4 od 4 zvijezde: 
»Dok sam gledao Avatar, osjećao sam se skoro jednako kao kad sam gledao Ratove zvijezda 1977. godine... Ovaj film predstavlja novu generaciju specijalnih efekata.«

A. O. Scott je također usporedio film s "Ratovima zvijezda": 
»Scenarij je pomalo... očit, no to je dio onoga zbog čega film funkcionira.«

Todd McCarthy je hvalio film: 
»Kralj svijeta je odlučio stvoriti potpuno novi svijet u Avataru i to je mjesto koje se isplati posjetiti.«

 
Peter Travers je filmu dao 3.5 od 4 zvijezde: 
»Nadvisuje mogućnosti onoga što filmovi mogu učiniti. Cameronov talent je možda jednako velik kao njegovi snovi.«
Richard Corliss je zapisao: 
»Prigrlite ovaj film – zasigurno najživlja i najuvjerljivija tvorevina fantastičnog svijeta ikada viđena u povijesti kinematografije.«
Kenneth Turan je također hvalio film i proglasio ga "snažnim" vizualnim ostvarenjem, ali je primijetio da pomalo pati od "plitkih dijaloga" i "očite karakterizacije". James Berardinelli je filmu dao 4 od 4 zvijezde. Ty Burr je primijetio da je Avatar "isti film kao Ples s vukovima".
Arsen Oremović je u svojoj recenziji pak zapisao da mu se film nije svidio: 
»Kako stvari stoje, filmski kritičari mogli bi uskoro svoj posao komentiranja filmova prepustiti recenzentima videoigrica, majstorima photoshopa, fotorealizma, kompjutorašima i ljudima sličnih profesija... U Avataru je sve podređeno efektima i previše je toga što treba dati opravdanje zanatski urednoj, ali dozlaboga klišejiziranoj bajci za dječju dob koja će tek zbog strahovitog marketinga i pompe mnogu odraslu osobu uvjeriti da gleda nešto izuzetno. Film će nesumnjivo napuniti kina, Cameron će vjerojatno moći za sebe reći da je kralj svemira, ali ne i – kralj sadržaja.«

## Vanjske poveznice
- Službena stranica  Arhivirana inačica izvorne stranice od 11. prosinca 2009. (Wayback Machine)
- Avatar u internetskoj bazi filmova IMDb-a